# Macróspora
En Botánica, se denomina megasporas (o también, macrosporas) a las esporas femeninas producidas por el esporófito. Las megasporas se forman en el macrosporofilo, ubicado en conos gimnospermas o en ovarios en el caso de las angiospermas.
Las megasporas se forman por meiosis a partir de una célula diferenciada de la nucela del óvulo llamada célula madre de la megaspora, por lo que sus núcleos son haploides (tienen la mitad del número de cromosomas que la planta donde se han formado). Producto de esta meiosis surge una tétrade de megasporas haploides, de las cuales sólo sobrevive una, que luego por divisiones mitóticas forma el gametófito femenino, el saco embrionario. 